# Kamen Goranow
Kamen Łozanow Goranow (bułg. Камен Лозанов Горанов, ur. 7 czerwca 1948 w Klisuricy) – bułgarski zapaśnik. Srebrny medalista olimpijski z Montrealu.
Zawody w 1976 były jego jedynymi igrzyskami olimpijskimi. Walczył w stylu klasycznym. Medal wywalczył w wadze ciężkiej do 100 kilogramów, w finale pokonał go Nikołaj Bałboszyn. Był drugi na mistrzostwach świata w 1973 i 1974, w 1975 triumfował w tej imprezie. Był pierwszy na mistrzostwach Europy w 1974 i drugi w 1973.